# آنتوفالا
آنتوفالا (به اسپانیایی: Volcán Antofalla) یک کوه و آتشفشان در آرژانتین است که در استان کاتامارکا واقع شده‌است. آنتوفالا ۶٬۴۰۹ متر بالاتر از سطح دریا واقع شده‌است.